# Syllimnophora aliena
Syllimnophora aliena är en tvåvingeart som först beskrevs av Stein 1911.  Syllimnophora aliena ingår i släktet Syllimnophora och familjen husflugor. Inga underarter finns listade i Catalogue of Life.